# Fake Love/Airplane pt.2
„FAKE LOVE/Airplane pt.2” – dziewiąty japoński singel południowokoreańskiej grupy BTS, wydany 7 listopada 2018 roku. Osiągnął 1 pozycję w rankingu Oricon i pozostał na liście przez 34 tygodnie. Sprzedał się w nakładzie 480 521 egzemplarzy, zdobywając status podwójnej platynowej płyty.
Singel został wydany w czterech wersjach: regularnej i trzech limitowanych („A”, „B”, „C”). Na płycie znalazły się japońskie wersje utworów „FAKE LOVE” i „Airplane pt.2”, a także dwa remiksy piosenek „IDOL” i „FAKE LOVE”.

## Lista utworów
| CD | CD                                  | CD      |
| Nr | Tytuł utworu                        | Długość |
| -- | ----------------------------------- | ------- |
| 1. | „FAKE LOVE -Japanese ver.-”         | 4:04    |
| 2. | „Airplane pt.2 -Japanese ver.-”     | 3:40    |
| 3. | „IDOL” (Stadium Remix)              |         |
| 4. | „FAKE LOVE -Japanese ver.-” (Remix) | 4:06    |

| DVD (wersja limitowana A) | DVD (wersja limitowana A)                     | DVD (wersja limitowana A) |
| Nr                        | Tytuł utworu                                  | Długość                   |
| ------------------------- | --------------------------------------------- | ------------------------- |
| 1.                        | „Airplane pt.2 -Japanese ver.-” (Music Video) |                           |
| 2.                        | „FAKE LOVE” (Music Video)                     |                           |

| DVD (wersja limitowana B) | DVD (wersja limitowana B)                               | DVD (wersja limitowana B) |
| Nr                        | Tytuł utworu                                            | Długość                   |
| ------------------------- | ------------------------------------------------------- | ------------------------- |
| 1.                        | „Airplane pt.2 -Japanese ver.-” (Making of Music Video) |                           |
| 2.                        | „Making of Jacket Photos”                               |                           |

## Notowania
| Lista               | Najwyższa pozycja    |
| ------------------- | -------------------- |
| Oricon Single Chart | 1                    |
| Japan Hot 100       | 1 („FAKE LOVE”)      |
| Japan Hot 100       | 25 („Airplane pt.2”) |